# Epidendrum apaganum
Epidendrum apaganum es una especie de orquídea epífita del género Epidendrum.

## Descripción
Es una orquídea de pequeño tamaño que prefiere el clima cálido con hábitos de epifita y con tallos erectos para colgantes completamente envueltos por imbricadas hojas y vainas cada uno con un color verde que a menudo parecen sucias, elípticas , basalmente unidas, rígidas, con quilla, hojas minuciosamente apiculadas. Florece en la primavera hasta el verano en una inflorescencia terminal, con 1 a 4 flores sin una vaina basal

## Distribución
Se encuentra en Surinam, Venezuela, Brasil, Ecuador?, Perú? y Bolivia? en los bosques húmedos de montaña a elevaciones de 1050 a 2400 metros.
Esta especie es parte del grupo E difforme pero difiere en que es más gruesa de aspecto, con menos flores, que surge de una nueva formación y el crecimiento de una inflorescencia corta con las brácteas de color verde pálido.

## Taxonomía
Epidendrum apaganum fue descrita por Rudolf Mansfeld y publicado en Notizblatt des Botanischen Gartens und Museums zu Berlin-Dahlem 10: 240. 1928.
Etimología
Ver: Epidendrum
Sinonimia
- Neolehmannia apagana (Mansf.) Garay & Dunst.[3][4]